# Gokseon-dong
Gokseon-dong (koreanska: 곡선동) r en stadsdel i staden Suwon i provinsen Gyeonggi i den nordvästra delen av Sydkorea, 35 km söder om huvudstaden Seoul. Den ligger i stadsdistriktet Gwonseon-gu.